# Małgorzata Wiśniewska (przedsiębiorca)
Małgorzata Wiśniewska (ur. 1959 w Poznaniu) – polski przedsiębiorca, menedżerka, założycielka i główna akcjonariuszka grupy PBG.

## Życiorys
Absolwentka Wydziału Budownictwa Lądowego Politechniki Poznańskiej (1984). Uzyskała dyplom Master of Business Administration (2004).
Swoją działalność gospodarczą rozpoczęła w 1994, tworząc rodzinne przedsiębiorstwo Piecobiogaz (usługi w branży gazowniczej). Po latach rozwoju firma zadebiutowała na Giełdzie Papierów Wartościowych w Warszawie jako PBG SA. Od 2019 jako główny akcjonariusz stoi na czele grupy PBG.

## Życie prywatne
Była żoną Jerzego Wiśniewskiego, z którym ma dwoje dzieci. Jej pasją jest fotografia.

## Nagrody i wyróżnienia
- Tytuł Lider Pracy Organicznej przyznany przez Kapitułę Honorowego Hipolita Towarzystwa im. Hipolita Cegielskiego (2007)[2];
- Laureatka nagrody „Polski Przedsiębiorca 2018 Gazety Polskiej Codziennie” w kategorii filantrop[3].